# Étienne Mulsant
Martial Étienne Mulsant, född 2 mars 1797 i Marnand, Frankrike, död 4 november 1880 i Lyon, var en fransk entomolog och ornitolog.

## Biografi
År 1806 började Mulsant studera vid College of Belley i Roanne och fortsatte 1810-1814 i oratoriet Tournon-sur-Rhône. Hans föräldrar arbetade med bomull och sonen skickas först till en tyghandlare i Lyon, en vän till hans föräldrar. Han föredrog emellertid att samla växter och gifte sig i maj 1816 med sin kusin Julie Ronchivole.
År 1817 blev Mulsant borgmästare i Saint-Jean-la-Bussière, där hans föräldrar hade en egendom. År 1827 blev han, efter sin far och farfar, också fredsdomare. Han bosatte sig i Lyon 1830 och 1839 fick han en tjänst som biträdande bibliotekarie och därefter, 1843, en tjänst som professor i naturhistoria vid en högskola, en befattning han innehade fram till 1873.
År 1840 publicerade han Histoire naturelle des Coléoptères de France tillsammans med entomologerna Antoine Casimir Marguerite Eugène Foudras (1783-1859) och Claudius Rey (1817-1895), som var hans tidigare elev. Han hade också som elever Francisque Guillebeau (1821-1897) och Valéry Mayet (1839-1909). Hans monografier 1846 och 1850 om ämnet har legat till grund för en stor del av den moderna taxonomin för nyckelpiga. 
Tillsammans med Jean Baptist Édouard Verreaux (1810-1868), skrev Mulsant Histoire naturelle des punaises de France mellan 1865 och 1879. Han har också publicerat studietexter om zoologi och geologi. Han var under många år ordförande för Société linnéenne de Lyon.
Mulsant var också intresserad av fåglar och publicerade flera studier, och år 1868 skrev han Lettres à Julie sur l'ornithologie, ett strålande arbete om Oiseaux-Mouches de 1874 à 1877.
Ett monumentalt forskningsarbete publicerades av Mulsant, med titeln Histoire Naturelle des Oiseaux-Mouches, ou Colibris constituant la famille des Trochilïdes (1874-1877). Det innehöll 4 textvolymer med en separat Atlas av färgplanscher i imperial quarto-storlek av Lyon-Genève-Bale. Atlasen illustreras med 120 exceptionella, fina, stora handfärgade litografier av de kända arterna av kolibrier. Kopior av denna illustrerade Atlas är extremt sällsynta.
"Musants kolibri", Acestrura mulsanti (nu Chaetocercus mulsant), uppkallades efter honom av Jules Bourcier 1842. Nyckelpigearten Mulsantina är också benämnd till hans ära.